# NBL 2005/06
Die NBL 2005/06 war die 28. Austragung der australasischen National Basketball League. Die mit zehn Teams aus Australien und einem Team aus Neuseeland ausgetragene Meisterschaft begann am 2. September 2005 und endete am 28. Februar 2006. Im Finale konnte sich die Melbourne Tigers in der Best-of-five-Serie gegen die Sydney Kings in drei Spielen durchsetzen und damit ihren dritten Meistertitel erringen.

## Modus
Jedes Team trägt in der regulären Saison 16 Heim- und 16 Auswärtsspiele aus. Die in der Endtabelle auf den ersten zwei Plätzen stehenden Teams qualifizieren sich direkt für das Halbfinale der NBL Finals, die im Play-off-Modus ausgetragen werden. Die auf den Plätzen drei bis acht stehenden Teams spielen die beiden anderen Halbfinalisten unter sich aus. Dabei spielt das fünftplatzierte Team zu Hause gegen den Achten und der Sechste heimwärts gegen den Siebten. Die beiden Sieger spielen anschließend auswärts gegen den dritt- und viertplatzierten der regulären Saison. Die Gewinner qualifizieren sich ebenfalls für das Halbfinale. Im Halbfinale gilt der best of three, während im Finale der Best-of-five-Modus angewendet wird.

## Tabelle
Abschlusstabelle nach Ende der Hauptrunde
- Für das Play-off Halbfinale qualifiziert
- Für das Play-off Viertelfinale qualifiziert

| Pl.  | Team                   | Spiele | Siege | Niederlagen | Siegquote | Punkte+ | Punkte- | Punktedifferenz | Heimbilanz | Auswärtsbilanz |
| ---- | ---------------------- | ------ | ----- | ----------- | --------- | ------- | ------- | --------------- | ---------- | -------------- |
| 01.  | Sydney Kings           | 32     | 26    | 6           | 81,25 %   | 3472    | 3094    | +378            | 15:1       | 11:5           |
| 02.  | Melbourne Tigers       | 32     | 25    | 7           | 78,13 %   | 3305    | 2984    | +321            | 15:1       | 10:6           |
| 03.  | Wollongong Hawks       | 32     | 19    | 13          | 59,38 %   | 3231    | 3101    | +130            | 12:4       | 7:9            |
| 04.  | Adelaide 36ers         | 32     | 19    | 13          | 59,38 %   | 3222    | 3277    | −55             | 14:2       | 5:11           |
| 05.  | Cairns Taipans         | 32     | 18    | 14          | 56,25 %   | 3200    | 3107    | +93             | 12:4       | 6:10           |
| 06.  | Brisbane Bullets       | 32     | 17    | 15          | 53,13 %   | 3373    | 3280    | +93             | 12:4       | 5:11           |
| 07.  | Perth Wildcats         | 32     | 16    | 16          | 50,00 %   | 3219    | 3168    | +51             | 10:5       | 5:10           |
| 08.  | Hunter Pirates         | 32     | 13    | 19          | 40,63 %   | 3126    | 3315    | −189            | 8:8        | 5:11           |
| 09.  | New Zealand Breakers   | 32     | 9     | 23          | 28,13 %   | 3179    | 3471    | −292            | 6:10       | 2:13           |
| 010. | Townsville Crocodiles  | 32     | 9     | 23          | 28,13 %   | 3283    | 3483    | −200            | 7:9        | 2:14           |
| 011. | West Sydney Razorbacks | 32     | 5     | 27          | 15,63 %   | 2994    | 3324    | −330            | 4:12       | 1:15           |

## Play-offs

### Modus
Die auf den ersten acht Plätzen der Abschlusstabelle der regulären Saison platzierten Mannschaften qualifizieren sich für die Play-offs. Dabei qualifizieren sich die ersten beiden Teams direkt für das Halbfinale. Die auf den Plätzen drei bis acht stehenden Teams spielen die beiden anderen Halbfinalisten unter sich aus. Dabei spielt das fünftplatzierte Team zu Hause gegen den Achten und der Sechste heimwärts gegen den Siebten. Die beiden Sieger spielen anschließend auswärts gegen den dritt- und viertplatzierten der regulären Saison. Die Gewinner qualifizieren sich ebenfalls für das Halbfinale. Im Halbfinale gilt der best of three, während im Finale der best of-five modus angewendet wird.

### Spiele
|  | Ausscheidungsspiele | Ausscheidungsspiele | Ausscheidungsspiele |  |  | Viertelfinale | Viertelfinale    | Viertelfinale |
|  |                     |                     |                     |  |  |               |                  |               |
|  |                     |                     |                     |  |  | 4             | Adelaide 36ers   | 103           |
|  | 5                   | Cairns Taipans      | 88                  |  |  | 5             | Cairns Taipans   | 106           |
|  | 8                   | Hunter Pirates      | 80                  |  |  |               |                  |               |
|  |                     |                     |                     |  |  | 3             | Wollongong Hawks | 101           |
|  | 6                   | Brisbane Bullets    | 91                  |  |  | 7             | Perth Wildcats   | 121           |
|  | 7                   | Perth Wildcats      | 96                  |  |  |               |                  |               |

|  | Halbfinale | Halbfinale     | Halbfinale       | Halbfinale | Halbfinale |              |                  | Finale | Finale | Finale | Finale | Finale | Finale | Finale |
|  |            |                |                  |            |            |              |                  |        |        |        |        |        |        |        |
|  | 1          | Sydney Kings   | 112              | 84         |            |              |                  |        |        |        |        |        |        |        |
|  | 5          | Cairns Taipans | 87               | 82         |            |              |                  |        |        |        |        |        |        |        |
|  | 5          | Cairns Taipans | 87               | 82         | 1          | Sydney Kings | 93               | 99     | 83     |        |        |        |        |        |
|  |            |                |                  |            |            | Sydney Kings | 93               | 99     | 83     |        |        |        |        |        |
|  |            | 2              | Melbourne Tigers | 100        | 103        | 86           |                  |        |        |        |        |        |        |        |
|  | 2          | 2              | Melbourne Tigers | 100        | 103        | 86           | Melbourne Tigers | 94     | 106    |        |        |        |        |        |
|  | 2          |                |                  |            |            |              |                  |        | 106    |        |        |        |        |        |
|  | 7          | Perth Wildcats | 78               | 101        |            |              |                  |        |        |        |        |        |        |        |

## Individuelle Auszeichnungen
- Most Valuable Player der regulären Saison (Andrew Gaze Trophy): Chris Anstey (Melbourne Tigers)
- Rookie of the Year: Mark Worthington (Sydney Kings)
- Best Defensive Player (Damian Martin Trophy): Darnell Mee (Cairns Taipans)
- Coach of the Year (Lindsay Gaze Trophy): Alan Westover (Melbourne Tigers)
- All-NBL First Team:
  - Brett Maher[1] (Adelaide 36ers)
  - C. J. Bruton (Sydney Kings)
  - Cortez Groves (Wollongong Hawks)
  - Larry Abney (Townsville Crocodiles)
  - Chris Anstey (Melbourne Tigers)

- Grand Final Series MVP (Larry Sengstock Medal): Chris Anstey (Melbourne Tigers)